# Меноррагия
Менорраги́я, гиперменоре́я (от др.-греч. ὑπέρ — сверх, чрезмерно, μήν — месяц и ῥοία — течение, истечение), обильная менструация — кровопотеря во время менструации, превышающая физиологическую норму по объёму кровопотери (более 80 мл) или длительности (более 7 дней) с регулярным интервалом в 21—35 дней. Может служить проявлением воспалительных процессов женской половой сферы, миомы матки, дисфункции яичников, нервно-психического переутомления. Влечёт за собой развитие анемии, нарушение трудоспособности и качества жизни женщины.
Физиологическими причинами появления меноррагии являются:
- Психоэмоциональные расстройства, переутомление;
- Изменение характера питания: кисломолочная диета заставляет печень вырабатывать вещества, снижающие свёртываемость крови.
- Неверно дозированные физические нагрузки. Занятие спортом или тяжёлым физическим трудом во время и накануне менструации приводит к нарушению сократимости матки и неправильному отторжению эндометрия.
- Резкая перемена климатических условий.
- Нарушение функции печени, эндокринных желёз, щитовидной железы (гипотиреоз) или свёртывающей системы крови.
- Дефицит витаминов, участвующих в системе свёртывания крови (С, Р, К, кальция и прочих).
- Период становления менструальной функции (пубертат) или её угасания (климакс).
- Приём гормональных средств, аспирина, антикоагулянтов.
- Внутриматочная контрацепция.